# فرانك براونينج (كاتب)
فرانك براونينج (بالإنجليزية: Frank Browning)‏ هو كاتب أمريكي، ولد في 1946.